# Никола Дринчић
Никола Дринчић (Београд, 7. јануар 1984) бивши је српски и црногорски фудбалер а садашњи фудбалски тренер.
Играо је на позицији везног играча. Са младом репрезентацијом Србије био је други на Европском првенству 2007. године. У сениорској конкуренцији наступао је за репрезентацију Црне Горе.

## Клупска каријера

### Партизан
Дринчић је прошао млађе категорије београдског Партизана а као сениорски фудбалер дебитовао је у клупској филијали Телеоптику. За Партизанов први тим дебитовао је током пролећног дела такмичарске 2003/04. када је забележио четири првенствена наступа. Наредне две године провео је на позајмицама, по годину дана је био у суботичком Спартаку и у Будућности из Банатског Двора.

### Турска и Русија
У лето 2006. остварио је инострани трансфер и потписао за турског суперлигаша Газијантеп. Почетком 2007. потписао је за руског премијерлигаша Амкар из Перма.
Напустио је Амкар по истеку трогодишњег уговора, након чега је у јануару 2010. као слободан играч потписао за Спартак из Москве. Недуго по доласку је сломио ногу, због чега је пола године одсуствовао са терена. Након што се опоравио од повреде није успео да се избори за статус стандардног првотимца па је забележио само четири првенствена наступа за Спартак. У дресу Спартака је по први пут заиграо у групној фази Лиге шампиона. У најквалитетнијем европском клупском такмичењу дебитовао је 3. новембра 2010. у поразу 4:1 од Челсија на Стамфорд бриџу. Наступио је на још два сусрета Лиге шампиона, у поразу 0:3 од Олимпик Марсеља у Москви и у победи 1:2 на гостовању Жилини у Словачкој.
У фебруару 2011. прешао је у Краснодар. Дринчић је по доласу у Краснодар био стандардан првотимац, међутим касније је имао проблема са повредом па је током последњих девет месеци у клубу забележио само један наступ. Раскинуо је уговор са Краснодаром 2. септембра 2013. године.

### Повратак у Партизан
У децембру 2013. вратио се у Партизан са којим је потписао трогодишњи уговор. Провео је наредних годину и по дана у Партизану и са клубом је освојио титулу првака државе у такмичарској 2014/15.
Оно што је Дринчића уписало у историју Партизана, то су два гола Црвеној звезди из слободних удараца, постигнута на 146. и 147. "вечитом дербију". Тиме је Дринчић постао рекордер "вечитих дербија", заједно са Звездиним асовима, Бором Костићем и Драганом Џајићем. Ипак, оно што Дринчића ставља на степеник изнад ова два ривалска играча, то је чињеница да је своја два гола постигао на два узастопна дербија.
За годину и по дана у Партизану, Никола Дринчић је одиграо 36 првенствених утакмица и постигао 5 голова, а наступао је и у квалификацијама за Лигу шампиона и Лигу Европе, као и у групној фази Лиге Европе.

### Касније године
У јуну 2015. потписао је двогодишњи уговор са Макабијем из Хаифе. Већ у јануару 2016. напустио је клуб. Вратио се затим у Србију и носио дрес београдског Рада у сезони 2016/17. Након тога је годину дана провео и у Чукаричком. У сезони 2018/19. био је играч Радничког из Ниша. Био је стандардан у екипи Радничког која је заузела друго место у Суперлиги и стигла до полуфинала Купа. У јуну 2019. године потписао је уговор са Војводином. Са новосадским клубом освојио је Куп Србије за сезону 2019/20. По окончању такмичарске 2020/21, Дринчић је напустио Војводину. Убрзо након тога је завршио играчку каријеру.

## Репрезентација
Никола Дринчић је био члан омладинских селекција СР Југославије до 16 и 19 година, а забележио је и 11 наступа за младу репрезентацију Србије. Био је други на Европском првенству за младе 2007. са репрезентацијом Србије. У сениорској конкуренцији играо је за репрезентацију Црне Горе, за коју је наступио 33 пута и постигао три гола.

### Голови за репрезентацију
| #  | Датум              | Место                | Противник | Гол | Резултат | Такмичење                                |
| -- | ------------------ | -------------------- | --------- | --- | -------- | ---------------------------------------- |
| 1. | 27. мај 2008.      | Подгорица, Црна Гора | Казахстан | 2:0 | 3:0      | Пријатељска                              |
| 2. | 25. мај 2012.      | Брисел, Белгија      | Белгија   | 2:2 | 2:2      | Пријатељска                              |
| 3. | 7. септембар 2012. | Подгорица, Црна Гора | Пољска    | 1:1 | 2:2      | Квалификације за Светско првенство 2014. |

## Тренерска каријера
Дринчић је тренерску каријеру почео као асистент у београдском ИМТ-у. Први самостални посао имао је у српсколигашу Омладинцу из Нових Бановаца. У јуну 2023. постављен је за шефа стручног штаба српсколигаша ФК Земун. Смењен је са те функције у априлу 2024. године. У јуну исте године постављен је за шефа стручног штаба суперлигаша ФК Раднички из Ниша. Поднео је оставку на ту функцију 2. марта 2025, након пораза од ОФК Београда, трећег у последња четири кола Суперлиге Србије. Дринчић је са Радничким на 27 утакмица у свим такмичењима забележио девет победа, шест ремија и 12 пораза.

## Трофеји и награде

### Клупски
Партизан
- Суперлига Србије : 2014/15.

Војводина
- Куп Србије : 2019/20.[29]

### Појединачно
- Тим сезоне Суперлиге Србије : 2013/14, 2014/15, 2017/18, 2018/19.[30][31][32][33]
- Играч кола у Суперлиги Србије (12. коло такмичарске 2020/21.)[34]